# Библиотека Руског културног центра у Бања Луци
Библиотека Руског културног центра фондације „Руски мир” у Бања Луци представља бибилиотеку која ради у саставу Руског културног центра фондације "Руски мир" који је основан 2012. године у Бањалуци. Смјештена је у просторијама Народне и универзитетске библиотеке Републике Српске и за сада је једна у низу библиотека националних мањина овакве врсте у Републици Српској.

## Историја
Библиотека је основана када и Руски културни центар. Руски центри фондације "Руски мир" отварају се с циљем да популаризују руски језик и културу, као важне елементе светске цивилизације, да подржавају програме учења руског језика у иностранству, да развијају међукултурални дијалог и учвршћују разумевање и сарадњу међу народима. Центар и библиотеку су отворили Милорад Додик, предсједник РС, Рајко Кузмановић, предсједник Академије наука РС, и Александар Боцан-Харченко, руски амбасадор у БиХ, док су присутни били министри Владе РС, Драгољуб Давидовић, градоначелник Бањалуке у том периоду, Слободан Гаврановић, бивши предсједник Скупштине Бањалуке и градоначелник, представници Библиотеке, дипломате акредитоване у Бањалуци и бројни грађани.
Руски центар кроз рад библиотеке нуде приступ културно историјском и литерарном наслеђу Руског света, методици и пракси руског образовања, савременим стваралачким идејама и програмима. Центри организују своју делатност на принципима отворености, јавности и толеранције.
Библиотеку Руског центрачини око 1.000 наслова и више од 100 дискова са мултимедијалним, аудио и видео материјалом. Центар у својој понуди пружа и бесплатан приступ електронским верзијама централних руских средстава јавног информисања, руским интернет ресурсима. У библиотеци се могу наћи следећи садржаји: приручници и енциклопедије, књиге о руском језику, књижевности, култури и историји, дјела руске књижевности, уџбенике и разнолику некњижну грађу.
Поред нуђења садржаја која би представила Русију библиотека ради испуњења циља за који је основана организује низ радионица. Те радионице се првенствено огледају о оранизовању бесплатних курсева учења руског језика. Курсеви се одвијају у четири нивоа и то А1, А2, Б1 и Б2. Полазници ових курсева су најмлађи грађани и дјеца узраста од 8 до 12 година који су подјељени у три групе. Прву групу чине дјеца предшколског узраста којима је руски матерњи језик, другу групу чине дјеца предшколског узраста којима руски није матерњи језик и трћу групу чине дјеца старости од 8 до 12 година којима руски није матерњи језик, а у настави комбинујемо класичне уџбенике, видеофилмове и друге методе.